# Procyanidine B1
La procyanidine B1 est une procyanidine de type B. C'est un dimère de flavanols formé d'une épicatéchine liée par une liaison 4β→8 à une catéchine.
La procyanidine-B1 peut être trouvée dans la nature chez certains végétaux tels que Cinnamomum verum (écorce), dans Uncaria guianensis (racine) et dans Vitis vinifera (feuilles, pépin, baie, vin). On trouve également le composé dans le chocolat.